# Liste der Sieger bei PDC-Turnieren 2016
Die Liste der Sieger bei PDC-Turnieren 2016 listet zuerst alle Sieger bei den Major-Turnieren der Professional Darts Corporation auf. Im Weiteren werden die weiteren Turniersieger aufgelistet und Statistiken aufgezeigt.
←2015 2017→

## Turniersieger

### Major-Turniere
| Turnier                     | Sieger                     | Finalist                                   | Ergebnis | Format  |
| --------------------------- | -------------------------- | ------------------------------------------ | -------- | ------- |
| Weltmeisterschaft           | Gary Anderson              | Adrian Lewis                               | 7:5      | Sätze   |
| The Masters                 | Michael van Gerwen         | Dave Chisnall                              | 11:7     | Legs    |
| UK Open                     | Michael van Gerwen         | Peter Wright                               | 11:4     | Legs    |
| Premier League              | Michael van Gerwen         | Phil Taylor                                | 11:3     | Legs    |
| World Cup                   | Phil Taylor & Adrian Lewis | Michael van Gerwen & Raymond van Barneveld | 3:2      | Matches |
| World Matchplay             | Michael van Gerwen         | Phil Taylor                                | 18:10    | Legs    |
| Champions League            | Phil Taylor                | Michael van Gerwen                         | 11:5     | Legs    |
| World Grand Prix            | Michael van Gerwen         | Gary Anderson                              | 5:2      | Sätze   |
| European Championship       | Michael van Gerwen         | Mensur Suljović                            | 11:1     | Legs    |
| World Series Finals         | Michael van Gerwen         | Peter Wright                               | 11:9     | Legs    |
| Grand Slam                  | Michael van Gerwen         | James Wade                                 | 16:8     | Legs    |
| Players Championship Finals | Michael van Gerwen         | Dave Chisnall                              | 11:3     | Legs    |

### World Series
Alle Ergebnisse wurden im Legmodus ausgespielt.
| Turnier          | Sieger             | Finalist           | Ergebnis |
| ---------------- | ------------------ | ------------------ | -------- |
| Dubai Masters    | Gary Anderson      | Michael van Gerwen | 11:9     |
| Auckland Masters | Gary Anderson      | Adrian Lewis       | 11:7     |
| Shanghai Masters | Michael van Gerwen | James Wade         | 8:3      |
| Tokyo Masters    | Gary Anderson      | Michael van Gerwen | 8:6      |
| Sydney Masters   | Phil Taylor        | Michael van Gerwen | 11:9     |
| Perth Masters    | Michael van Gerwen | Dave Chisnall      | 11:4     |

### European Tour
Alle Ergebnisse wurden im Legmodus ausgespielt.
| Turnier             | Sieger             | Finalist        | Ergebnis |
| ------------------- | ------------------ | --------------- | -------- |
| Dutch Masters       | Michael van Gerwen | Daryl Gurney    | 6:2      |
| German Masters      | Michael van Gerwen | Peter Wright    | 6:4      |
| Gibraltar Trophy    | Michael van Gerwen | Dave Chisnall   | 6:2      |
| European Matchplay  | James Wade         | Dave Chisnall   | 6:5      |
| Austrian Open       | Phil Taylor        | Michael Smith   | 6:4      |
| European Open       | Michael van Gerwen | Peter Wright    | 6:5      |
| International Open  | Mensur Suljović    | Kim Huybrechts  | 6:5      |
| European Trophy     | Michael van Gerwen | Mensur Suljović | 6:5      |
| European Grand Prix | Michael van Gerwen | Peter Wright    | 6:2      |
| German Championship | Alan Norris        | Jelle Klaasen   | 6:5      |

### Players Championships
Alle Ergebnisse wurden im Legmodus ausgespielt.
| Turnier                 | Sieger             | Finalist           | Ergebnis |
| ----------------------- | ------------------ | ------------------ | -------- |
| Players Championship 1  | Peter Wright       | Adrian Lewis       | 6:5      |
| Players Championship 2  | Stephen Bunting    | Michael van Gerwen | 6:4      |
| Players Championship 3  | Michael van Gerwen | Benito van de Pas  | 6:3      |
| Players Championship 4  | Benito van de Pas  | Michael van Gerwen | 6:5      |
| Players Championship 5  | Ian White          | Michael van Gerwen | 6:0      |
| Players Championship 6  | Josh Payne         | James Wade         | 6:5      |
| Players Championship 7  | Gerwyn Price       | Peter Wright       | 6:3      |
| Players Championship 8  | Gerwyn Price       | Jamie Caven        | 6:1      |
| Players Championship 9  | Benito van de Pas  | Joe Cullen         | 6:0      |
| Players Championship 10 | Dave Chisnall      | Steve Beaton       | 6:2      |
| Players Championship 11 | Ian White          | Joe Cullen         | 6:3      |
| Players Championship 12 | Gary Anderson      | Terry Jenkins      | 6:5      |
| Players Championship 13 | Ian White          | Benito van de Pas  | 6:4      |
| Players Championship 14 | Michael van Gerwen | Mensur Suljović    | 6:0      |
| Players Championship 15 | Michael van Gerwen | James Wilson       | 6:3      |
| Players Championship 16 | Michael van Gerwen | Steve West         | 6:4      |
| Players Championship 17 | Michael van Gerwen | Christian Kist     | 6:1      |
| Players Championship 18 | Simon Whitlock     | Ronny Huybrechts   | 6:5      |
| Players Championship 19 | Simon Whitlock     | Chris Dobey        | 6:4      |
| Players Championship 20 | Benito van de Pas  | Dave Chisnall      | 6:1      |

### UK Open Qualifiers
Bei den UK Open Qualifiern wurde ausgespielt, wer sich für die UK Open qualifiziert.
Alle Ergebnisse wurden im Legmodus ausgespielt.
| Turnier             | Sieger             | Finalist           | Ergebnis |
| ------------------- | ------------------ | ------------------ | -------- |
| UK Open Qualifier 1 | Adrian Lewis       | Phil Taylor        | 6:2      |
| UK Open Qualifier 2 | Michael van Gerwen | Alan Norris        | 6:4      |
| UK Open Qualifier 3 | Phil Taylor        | Michael van Gerwen | 6:2      |
| UK Open Qualifier 4 | Gary Anderson      | James Wade         | 6:1      |
| UK Open Qualifier 5 | Michael van Gerwen | Gerwyn Price       | 6:2      |
| UK Open Qualifier 6 | Michael van Gerwen | Steve Beaton       | 6:2      |

### Challenge Tour
An der Challenge Tour dürfen alle Spieler teilnehmen, die an der PDC Qualifying School teilgenommen haben, aber keine Tour Card gewinnen konnten.
Alle Ergebnisse wurden im Legmodus ausgespielt.
| Turnier           | Sieger          | Finalist        | Ergebnis |
| ----------------- | --------------- | --------------- | -------- |
| Challenge Tour 1  | Chris Quantock  | Rob Cross       | 5:3      |
| Challenge Tour 2  | Barry Lynn      | Rob Modra       | 5:4      |
| Challenge Tour 3  | Ritchie Edhouse | Mark Dudbridge  | 5:0      |
| Challenge Tour 4  | Bryan de Hoog   | Peter Hudson    | 5:4      |
| Challenge Tour 5  | Nick Fullwell   | Rob Cross       | 5:1      |
| Challenge Tour 6  | Adam Hunt       | Jamie Bain      | 5:3      |
| Challenge Tour 7  | Ryan Searle     | Mark Dudbridge  | 5:2      |
| Challenge Tour 8  | Scott Taylor    | Barry Lynn      | 5:4      |
| Challenge Tour 9  | Matt Padgett    | Lee Evans       | 5:4      |
| Challenge Tour 10 | Rob Cross       | Mark Dudbridge  | 5:2      |
| Challenge Tour 11 | Richie Burnett  | Ryan Searle     | 5:2      |
| Challenge Tour 12 | Kelvin Hart     | René Eidams     | 5:3      |
| Challenge Tour 13 | Rob Cross       | Michael Barnard | 5:1      |
| Challenge Tour 14 | Richie Burnett  | Arron Monk      | 5:1      |
| Challenge Tour 15 | Rob Cross       | Martyn Turner   | 5:0      |
| Challenge Tour 16 | Ryan Searle     | Barrie Bates    | 5:1      |

### Development Tour
Auf der Development Tour dürfen Spieler zwischen 16 und 23 Jahren teilnehmen.
Alle Ergebnisse wurden im Legmodus ausgespielt.
| Turnier             | Sieger                | Finalist             | Ergebnis |
| ------------------- | --------------------- | -------------------- | -------- |
| Development Tour 1  | Callum Loose          | Rowby-John Rodriguez | 4:0      |
| Development Tour 2  | Steve Lennon          | Kurt Parry           | 4:2      |
| Development Tour 3  | Josh Payne            | Rowby-John Rodriguez | 4:1      |
| Development Tour 4  | Adam Hunt             | Dean Reynolds        | 4:2      |
| Development Tour 5  | Max Hopp              | Steve Lennon         | 4:2      |
| Development Tour 6  | Ross Twell            | Adam Hunt            | 4:2      |
| Development Tour 7  | Kenny Neyens          | Callum Loose         | 4:1      |
| Development Tour 8  | Dean Reynolds         | Rowby-John Rodriguez | 4:3      |
| Development Tour 9  | Dean Reynolds         | Bradley Kirk         | 4:3      |
| Development Tour 10 | Ross Twell            | Jimmy Hendriks       | 4:2      |
| Development Tour 11 | Aden Kirk             | Keegan Brown         | 4:3      |
| Development Tour 12 | Ross Twell            | Luke Humphries       | 4:3      |
| Development Tour 13 | Dean Reynolds         | Aaron Dyer           | 4:2      |
| Development Tour 14 | Dimitri Van den Bergh | Steve Lennon         | 4:2      |
| Development Tour 15 | Dean Reynolds         | John de Kruijf       | 4:3      |
| Development Tour 16 | Dean Reynolds         | Aden Kirk            | 4:1      |
| Development Tour 17 | Dean Reynolds         | Justin van Tergouw   | 4:3      |
| Development Tour 18 | Corey Cadby           | Jeffrey de Zwaan     | 4:2      |
| Development Tour 19 | Mike De Decker        | Berry van Peer       | 4:3      |

### Qualifikationen zur Weltmeisterschaft
Um die Internationalität des Wettbewerbs und Spieler aus Länder mit weniger Dartskultur und Frauen zu fördern, werden diversen Qualifikationsturniere für die World Darts Championship ausgetragen.
Alle Ergebnisse wurden im Legmodus ausgespielt.
| Turnier                            | Sieger            | Zweitplatzierter | Drittplatzierter | Viertplatzierter |
| ---------------------------------- | ----------------- | ---------------- | ---------------- | ---------------- |
| Nordamerikanischer Qualifier       | Ross Snook        |                  |                  |                  |
| Australische Tour                  | Corey Cadby       |                  |                  |                  |
| Japanischer Qualifier              | Masumi Chino      |                  |                  |                  |
| Nordische- & Baltische Tour        | Kim Viljanen      | Magnus Caris     |                  |                  |
| Chinesischer Qualifier             | Sun Qiang         |                  |                  |                  |
| Philippinischer Qualifier          | Gilbert Ulang     |                  |                  |                  |
| Eurasischer Qualifier              | Boris Kolzow      |                  |                  |                  |
| Neuseeländischer Qualifier         | Warren Parry      |                  |                  |                  |
| Ozeanische Meisterschaft           | David Platt       |                  |                  |                  |
| PDC Europe Super League            | Dragutin Horvat   |                  |                  |                  |
| Tom Kirby Memorial Irish Matchplay | Mick McGowan      |                  |                  |                  |
| Südeuropäischer Qualifier          | John Michael      |                  |                  |                  |
| Osteuropäischer Qualifier          | Zoran Lerchbacher |                  |                  |                  |
| Zentraleuropäischer Qualifier      | Jerry Hendriks    |                  |                  |                  |
| PDC-Jugendweltmeisterschaft        | Corey Cadby*      |                  |                  |                  |
| Tour Card Holder Qualifier         | Mark Frost        | Kevin Simm       | Simon Stevenson  | John Bowles*     |

* Corey Cadby hatte sich bereits über die australische Tour qualifiziert. Ein weiterer Startplatz ging damit an den Tour Card Holder Qualifier. Ein weiterer Spieler qualifizierte sich über diesen Weg, da der über die PDC Order of Merit qualifizierte Kyle Anderson aufgrund von Visum-Problemen nicht antreten konnte.

## Statistiken

### Sieger und Finalisten nach Nationalität
Die Qualifikationsturniere zur Weltmeisterschaft sind hier nicht eingerechnet. Die Anzahl der Finale stehen in Klammern.
| Turnierart           | AUS   | BEL   | GER   | ENG     | IRL   | NED    | NIR   | AUT   | SCO   | WAL   |
| -------------------- | ----- | ----- | ----- | ------- | ----- | ------ | ----- | ----- | ----- | ----- |
| Majorturnier         | 0     | 0     | 0     | 2 (8)   | 0     | 9 (11) | 0     | 0 (1) | 1 (4) | 0     |
| World Series         | 0     | 0     | 0     | 1 (4)   | 0     | 2 (5)  | 0     | 0     | 3 (3) | 0     |
| European Tour        | 0     | 0 (1) | 0     | 3 (6)   | 0     | 6 (7)  | 0 (1) | 1 (2) | 0 (3) | 0     |
| Players Championship | 2 (2) | 0 (1) | 0     | 6 (17)  | 0     | 8 (14) | 0     | 0 (1) | 2 (3) | 2 (2) |
| UK Open Qualifiers   | 0     | 0     | 0     | 2 (6)   | 0     | 3 (4)  | 0     | 0     | 1 (1) | 0 (1) |
| Challenge Tour       | 0 (1) | 0     | 0 (1) | 13 (25) | 0     | 1 (1)  | 0     | 0     | 0 (1) | 2 (3) |
| Development Tour     | 1 (1) | 3 (3) | 1 (1) | 7 (14)  | 1 (3) | 0 (5)  | 0     | 0 (3) | 0     | 6 (8) |

### Errungenschaften

#### Persönliche Errungenschaften
- Erstes Majorfinale: Mensur Suljović
- Erster World Series-Titel: Gary Anderson
- Erstes World Series-Finale: Dave Chisnall
- Erster European Tour-Titel: Mensur Suljović, Alan Norris
- Erstes European Tour-Finale: Daryl Gurney, Mensur Suljović, Alan Norris, Jelle Klaasen
- Erster Players Championship/UK Open Qualifier-Titel: Benito van de Pas, Josh Payne, Gerwyn Price
- Erstes Players Championship/UK Open Qualifier-Finale: Benito van de Pas, Josh Payne, Gerwyn Price, Mensur Suljović, James Wilson, Steve West, Christian Kist, Chris Dobey

#### Nationale Errungenschaften
- Erster Majorfinalist:  Österreich
- Erster European Tour-Sieger:  Österreich
- Erster European Tour-Finalist:  Österreich
- Erster Challenge Tour-Finalist:  Australien,  Schottland
- Erster Development Tour-Sieger:  Australien,  Deutschland,  Irland
- Erster Development Tour-Finalist:  Irland,  Australien

### Majorturniere
| Spieler               | Siege | Finalniederlagen |
| --------------------- | ----- | ---------------- |
| Michael van Gerwen    | 9     | 2                |
| Phil Taylor           | 2     | 2                |
| Gary Anderson         | 1     | 1                |
| Adrian Lewis          | 1     | 1                |
| Dave Chisnall         | 0     | 2                |
| Peter Wright          | 0     | 2                |
| Raymond van Barneveld | 0     | 1                |
| Mensur Suljović       | 0     | 1                |
| James Wade            | 0     | 1                |

### World Series
| Spieler            | Siege | Finalniederlagen |
| ------------------ | ----- | ---------------- |
| Gary Anderson      | 3     | 0                |
| Michael van Gerwen | 2     | 3                |
| Phil Taylor        | 1     | 0                |
| Dave Chisnall      | 0     | 1                |
| Adrian Lewis       | 0     | 1                |
| James Wade         | 0     | 1                |

### European Tour
| Spieler            | Siege | Finalniederlagen |
| ------------------ | ----- | ---------------- |
| Michael van Gerwen | 6     | 0                |
| Mensur Suljović    | 1     | 1                |
| Alan Norris        | 1     | 0                |
| Phil Taylor        | 1     | 0                |
| James Wade         | 1     | 0                |
| Peter Wright       | 0     | 3                |
| Dave Chisnall      | 0     | 2                |
| Kim Huybrechts     | 0     | 1                |
| Jelle Klaasen      | 0     | 1                |
| Michael Smith      | 0     | 1                |

### Players Championship
| Spieler            | Siege | Finalniederlagen |
| ------------------ | ----- | ---------------- |
| Michael van Gerwen | 5     | 3                |
| Benito van de Pas  | 3     | 2                |
| Gerwyn Price       | 2     | 0                |
| Ian White          | 2     | 0                |
| Simon Whitlock     | 2     | 0                |
| Dave Chisnall      | 1     | 1                |
| Peter Wright       | 1     | 1                |
| Gary Anderson      | 1     | 0                |
| Stephen Bunting    | 1     | 0                |
| Josh Payne         | 1     | 0                |
| Joe Cullen         | 0     | 2                |
| Steve Beaton       | 0     | 1                |
| Jamie Caven        | 0     | 1                |
| Chris Dobey        | 0     | 1                |
| Ronny Huybrechts   | 0     | 1                |
| Terry Jenkins      | 0     | 1                |
| Christian Kist     | 0     | 1                |
| Adrian Lewis       | 0     | 1                |
| Mensur Suljović    | 0     | 1                |
| Steve West         | 0     | 1                |
| James Wilson       | 0     | 1                |

### UK Open Qualifiers
| Spieler            | Siege | Finalniederlagen |
| ------------------ | ----- | ---------------- |
| Michael van Gerwen | 3     | 1                |
| Phil Taylor        | 1     | 1                |
| Gary Anderson      | 1     | 0                |
| Adrian Lewis       | 1     | 0                |
| Steve Beaton       | 0     | 1                |
| Gerwyn Price       | 0     | 1                |
| Alan Norris        | 0     | 1                |
| James Wade         | 0     | 1                |

### Challenge Tour
| Spieler         | Siege | Finalniederlagen |
| --------------- | ----- | ---------------- |
| Rob Cross       | 3     | 2                |
| Ryan Searle     | 2     | 1                |
| Richie Burnett  | 2     | 0                |
| Barry Lynn      | 1     | 1                |
| Mark Dudbridge  | 0     | 3                |
| Ritchie Edhouse | 1     | 0                |
| Nick Fullwell   | 1     | 0                |
| Kelvin Hart     | 1     | 0                |
| Bryan de Hoog   | 1     | 0                |
| Adam Hunt       | 1     | 0                |
| Matt Padgett    | 1     | 0                |
| Chris Quantock  | 1     | 0                |
| Scott Taylor    | 1     | 0                |
| Jamie Bain      | 0     | 1                |
| Michael Barnard | 0     | 1                |
| Barrie Bates    | 0     | 1                |
| René Eidams     | 0     | 1                |
| Lee Evans       | 0     | 1                |
| Peter Hudson    | 0     | 1                |
| Rob Modra       | 0     | 1                |
| Arron Monk      | 0     | 1                |
| Martyn Turner   | 0     | 1                |

### Development Tour
| Spieler               | Siege | Finalniederlagen |
| --------------------- | ----- | ---------------- |
| Dean Reynolds         | 6     | 1                |
| Ross Twell            | 3     | 0                |
| Steve Lennon          | 1     | 2                |
| Adam Hunt             | 1     | 1                |
| Aden Kirk             | 1     | 1                |
| Callum Loose          | 1     | 1                |
| Dimitri Van den Bergh | 1     | 0                |
| Corey Cadby           | 1     | 0                |
| Mike De Decker        | 1     | 0                |
| Max Hopp              | 1     | 0                |
| Kenny Neyens          | 1     | 0                |
| Josh Payne            | 1     | 0                |
| Rowby-John Rodriguez  | 0     | 3                |
| Keegan Brown          | 0     | 1                |
| Aaron Dyer            | 0     | 1                |
| Jimmy Hendriks        | 0     | 1                |
| Luke Humphries        | 0     | 1                |
| Bradley Kirk          | 0     | 1                |
| John de Kruijf        | 0     | 1                |
| Kurt Parry            | 0     | 1                |
| Berry van Peer        | 0     | 1                |
| Justin van Tergouw    | 0     | 1                |
| Jeffrey de Zwaan      | 0     | 1                |